# Марьям аль-Хаваджа
Марьям аль-Хаваджа — правозащитница Бахрейна. Дочь известного бахрейнского оппозиционера Абдулхади аль-Хаваджа, сестра Зайнаб аль-Хаваджа.

## Биография
Марьям родилась в Сирии, куда её родители были высланы властями Бахрейна за свою правозащитную деятельность. Когда Марьям было два года, её родители смогли получить политическое убежище в Дании. Семья Марьям жила в Дании до 2001 года, пока им не позволили вернуться в Бахрейн.
В 2009 году Марьям аль-Хаваджа окончила университет Бахрейна. Затем один год училась в Брауновский университет в рамках программы Фулбрайта. Вернувшись в Бахрейн в середине 2010 года, Марьям не смогла найти работу, так как ей отказывали, поскольку её отец являлся известным правозащитником, критиковавшим власти Бахрейна. Она присоединилась к правозащитной организации «Бахрейнский центр по правам человека». Она работала в подразделении по внешним связям. Позднее Марьям также стала вице-президентом центра и исполняла обязанности президента организации в периоды ареста Набила Раджаба.
22 июня 2011 года отец Марьям Абдулхади аль-Хаваджа был признан военным трибуналом виновным в «организации и управлении террористической организацией» за свою роль в демократическом движении в период анти-правительственных выступлений в Бахрейне.

## Деятельность
Марьям ещё будучи подростком принимала активное участие в деятельности правозащитных организаций. Также она работала переводчиком и редактором у журналистов, приезжавших в Бахрейн. В 2006 году Марьям вошла в состав делегации, посетившей здание ООН в Нью-Йорке и передавшей помощнику генерального секретаря петиции, получившей массовую поддержку жителей Бахрейна, в которой содержалось требование об отставке премьер-министра Бахрейна за допущенные им массовые нарушения прав человека.
После начала выступлений в Бахрейне, участники которых требовали демократизации страны, Марьям совершила тур по колледжам и конференциям, во время которого рассказывала о ситуации в Бахрейне. Во время этого тура Марьям встречалась с британскими политикам и выступала в Совете по правам человека ООН. Поскольку Набил Раджаб, президент Бахрейнского центра по правам человека, был арестован властями и в то же время по меньшей мере 500 оппозиционных лидеров посажены в тюрьму, Марьям стала одной из немногих представителей оппозиции, которым удалось встретиться с иностранными журналистами.

## Преследование
Марьям аль-Хаваджа подвергалась преследованию от сторонников бахрейнского режима.
По данным Международной федерации за права человека, в начале 2011 года была организована «пользующаяся активной поддержкой властей Бахрейна» кампания против Набила Раджаба и Марьям.